# Charles Savy
Pour les articles homonymes, voir Savy.
Claude-Étienne Savy, également connu sous son pseudonyme Charles Vays ou plus souvent sous le nom de Charles Savy, né à Lyon le 9 juin 1816 et mort dans la même ville le 20 août 1886, est un archéologue et écrivain français du XIXe siècle, théoricien de l'architecture néo-médiévale.

## Biographie
Claude-Étienne Savy naît à Lyon (mairie unique) le 9 juin 1816, et meurt dans la même ville, 4e arrondissement, le 20 août 1886. Fils de Jean François Marie Savy, instituteur, et de sa seconde épouse, Jeanne Marie Sébastienne Brun, le 20 avril 1839, il épouse à Lyon 4e, Anne Bonneton, née à Lyon le 1er novembre 1814, fille de Benoit Antoine Bonneton et Antoinette Jumont. Tour à tour fabricant de soieries, libraire (teneur de livres) à Lyon, durant les vingt-trois dernières années de sa vie, il est membre de la Société historique, archéologique et littéraire de Lyon (1863-1886).

## Positions
Charles Savy s'inscrit dans la lignée d'Eugène Viollet-le-Duc et plaide pour un retour en grâce de l'architecture médiévale. Toutefois, à l'intérieur de ce mouvement, des dissensions apparaissent, et Savy se range du côté de Pierre Bossan, architecte d'édifices néo-byzantins, alors qu'il critique certaines constructions et surtout restaurations, qui selon lui n'ont pas compris le style médiéval qu'elles tentent d'imiter.
Lors des travaux que mène Tony Desjardins entre 1849 et 1862 sur la primatiale Saint-Jean, Charles Savy s'inquiète des excès médiévistes de l’architecte, qui, au lieu de faire restaurer l'édifice dans l'aspect qu'il pouvait avoir à la fin du Moyen Âge, lors de son achèvement (1480), cherche à en faire une « cathédrale idéale ». Ainsi, Desjardins fait refaire la charpente pour qu'elle soit alignée avec le pignon de la façade. Il projette également de doter les tours de flèches. Le projet, diversement accueilli par la population, est vivement critiqué. Savy fait partie des contempteurs de ces projets et réalisations. En 1861, il adresse un mémoire au ministre de l'Instruction publique et des cultes dénonçant la forme de la nouvelle charpente. Le 12 septembre 1861, il écrit au ministre de l'Intérieur pour protester contre le projet de réalisation de flèches. Il estime en 1861 que le choix effectué à Lyon est le mauvais, et qu'il aurait mieux valu imiter ce qui s'est fait à Saint-Maurice à Vienne ; il s'inquiète de ce que « la toiture aiguë que l'on vient d'élever si inconsidérément sur la grande nef va nécessiter forcément le relèvement de tous les clochers » ; peu après, Savy finit même par interpeller Viollet-le-Duc, qui, selon lui, a trahi l'esprit de son propre manifeste de 1843.
Savy est également très critique des opérations d'ornementation des églises qui font trop peu de cas de l'archéologie, qui ne cherchent pas à comprendre la logique et la structure de la construction médiévale. Ainsi, les restaurations ou construction des églises d'Écully, de Caluire et de Vaise sont à ses yeux des échecs. Par exemple, l'église de l'Immaculée-Conception de Caluire, construite par Pierre Bernard, n'a pas selon Savy de véritable caractère néo-gothique car elle est dénuée d'arcs-boutants,.
À l'inverse, Savy est très admiratif du travail de Pierre Bossan, par exemple sur la restauration de l'église Saint-Georges ou, plus encore, pour la construction de l'église de l'Immaculée-Conception de Lyon, dans le troisième arrondissement ; mais les éléments de comparaison médiévale lui manquent, ce qui est normal puisque l'édifice se réclame d'un style néo-byzantin encore balbutiant en Europe occidentale. De même, le travail effectué par Bossan sur la basilique de Lalouvesc est du point de vue de Savy la synthèse parfaite des ressources artistiques médiévales et des traditions architecturales antiques, ce qui s'illustre selon lui plus encore par la décoration que par l'architecture.
L'analyse de Charles Savy se porte donc logiquement sur la construction, alors commençante, de la basilique Notre-Dame de Fourvière.

## Œuvres
- Charles Savy, « De l'architecture religieuse à Lyon d'après quelques constructions modernes (églises d'Écully, de Caluire, de Vaise et de l'Immaculée-conception) », Revue du Lyonnais, Aimé Vingtrinier,‎ juillet 1859, p. 16
- Charles Savy, « De l'architecture religieuse à Lyon d'après quelques constructions modernes (église de La Demi-Lune, église de Saint-Georges) », Revue du Lyonnais, Aimé Vingtrinier,‎ juillet 1860, p. 20
- Charles Savy, « Étude sur la nouvelle église de Lalouvesc », Revue du Lyonnais, Aimé Vingtrinier,‎ juin 1861, p. 24
- Charles Savy, L'architecture de l'église projetée de Fourvière d'après les plans exposés : études comparatives, Lyon, Aimé Vingtrinier, 1866, 36 p. (OCLC 458436787, ASIN B001BN4ZJM)
- Charles Savy, « De l'exclusivisme en archéologie et de ses conséquences », Revue du Lyonnais, Aimé Vingtrinier,‎ août 1872, p. 15